# SNC (航空機)
SNC ファルコン （FALCON）は第二次世界大戦時にアメリカ海軍で使用されたカーチス社製の高等練習機である。
元々は輸出用の複座多用途機だったが、第二次世界大戦開戦による高等練習機AT-6/SNJの機数不足から急遽採用された。

## スペック
- 全幅: 10.67 m
- 全長: 8.08 m
- 全高: 2.29 m
- 全備重量: 1,185 kg
- エンジン: ライトR-975-28 空冷9気筒エンジン 出力420 hp
- 最大速度: 323 km/h
- 航続距離: 1,255 km
- 武装
  - 7.62mm機関銃×2
- 乗員: 2名